# Hans Stuck
Hans Villiez von Stuck, född 27 december 1900 i Warszawa i Polen, död 9 februari 1978 i Grainau i Tyskland, var en  österrikisk racerförare. Far till racerföraren Hans-Joachim Stuck.
Hans Stuck föddes i Polen och växte upp i Schweiz men han hade tyska föräldrar. Han inkallades till militärtjänst i Tyskland 1917. Stuck blev senare österrikisk medborgare.

## Racingkarriär
Hans Stuck började med framgång köra racing i Austro-Daimler 1926. På grund av depressionen i Tyskland var såväl Austro-Daimler som Mercedes tvungna att lägga ned racing och därmed blev Stuck arbetslös. Han fick då tipset av en vän att kontakta den nye makthavaren Adolf Hitler och be om hjälp. Hitler lyssnade på Stucks historia och lovade honom att han skulle slippa köra för Bugatti eller Alfa Romeo och att DAP skulle sponsra en tysk tävlingsbil när man fick makten. Under tiden gifte sig Stuck med Paula von Reznicek, en framgångsrik tysk tennisspelare och journalist.
Strax efter maktövertagandet ringde Hitler upp Hans Stuck och frågade vad han behövde. Stuck designade då tillsammans med baron Klaus von Oertzen och Ferdinand Porsche en grand prix-bil som Hitler godkände, en Auto Union med en 4,4 liters V-16-motor på 295 hk.
1934 gjorde Stuck en enastående säsong och vann grand prix-lopp i Tyskland, Schweiz och Tjeckoslovakien. Året efter blev han emellertid frånåkt av sina stallkamrater Achille Varzi och Bernd Rosemeyer. Inför säsongen 1936 designade Auto Union om bilen så att den fick bättre aorodynamiska egenskaper och en 6 liters V-16 på 520 hk (Auto Union Typ C). Den nya bilen kom att dominera inom racingvärlden. Stucks framgångar uteblev medan hans stallkamrat Rosemeyer kröntes som Europamästare. 
Samtidigt pågick en häxjakt på hans hustru Paula Stuck, som uppgavs ha judisk härkomst. 1937 fick Stuck sparken, eftersom man ansåg att han var för gammal och att han hade avslöjat sin lön för Rosemeyer. Efter att Varzi blivit morfinist och Rosemeyer hade dött, ville Auto Union återanställa Stuck, men den möjligheten stoppades direkt av SS. Stuck beklagade sig vilt för alla, inklusive Heinrich Himmler och Adolf Hitler. SS meddelade strax därefter Auto Union att Führern skulle bli besviken om inte Stuck fick köra för dem. Stuck kom då tillbaka och 1938 vann han bland annat det tyska förarmästerskapet, men året efter gick det inte så bra.
Efter andra världskriget gick Stuck runt bannlysningen av tyska förare genom att anta österrikiskt medborgarskap och började direkt tävla i formel 2.
Hans och Paula Stuck skildes 1948 och strax därefter gifte han sig med Christa Maria Thielmann, en kvinna som han träffat redan 1939. Tillsammans fick de 1951 sonen Hans-Joachim. 
Hans Stuck fortsatte köra racing, omväxlande i Porsche och BMW, till 1960. 

## F1-karriär
| Säsong | Stall/Tillverkare                   | Poäng | Placering |
| ------ | ----------------------------------- | ----- | --------- |
| 1951   | BRM                                 | 0     | –         |
| 1952   | AFM-Kuchen Ecurie Espadon (Ferrari) | 0     | –         |
| 1953   | Hans Stuck (AFM-Bristol)            | 0     | –         |